# 罗马拱门
罗马拱门遗址（Arcades romaines d'Avignon）是法国阿维尼翁的一处罕见的古罗马遗址。
1978年9月7日列为法国历史古迹。
据考古研究，确定为古罗马广场。。